# Asian Athletics Association
Die Asian Athletics Association, kurz AAA, ist der Kontinentalverband der asiatischen Leichtathletik-Landesverbänden. Die AAA ist Teil von World Athletics. Derzeit hat die AAA 45 Mitglieder. Sie ist Ausrichter der Leichtathletik-Asienmeisterschaften. Ihren Sitz hat die AAA in Singapur.

## Der Rat
Das CAA-Council besteht aus:
- dem Rat, der für die Umsetzung der Beschlüsse des Kongresses verantwortlich ist und sich aus
  - dem Präsidenten,
  - einem Senior-Vizepräsidenten,
  - fünf Vizepräsidenten
  - 13 Ehrenmitglieder
  - Athletenvertretern
  - einem Vorstandsvorsitzenden
  - und 10 anderen Mitgliedern zusammensetzt; die Amtszeit beträgt vier Jahre.

Ehrenmitglieder:
| Land                | Name                             |
| ------------------- | -------------------------------- |
| Japan               | Seiko Yasuda                     |
| Indonesien          | Mohamad Hasan                    |
| Volksrepublik China | Wen Yao Li                       |
| Japan               | Hanji Aoki                       |
| Malaysia            | Abdullah Mohamed                 |
| Thailand            | Charouck Arirachakaran           |
| Volksrepublik China | Dapeng Lou                       |
| Südkorea            | Jung Ki-park                     |
| Südafrika           | Mohammed Abdullah Bassnawi       |
| Katar               | Sheikh Khalid Bin Thani al-Thani |
| Japan               | Hideyuki Sasaki                  |
| Syrien              | Mouafak Joumaa                   |
| Thailand            | Lertrat Ratanavanich             |

## Präsidium
Präsident ist seit 2013 Dahlan Jumaan al-Hamad aus Katar, der den Inder Suresh Kalmadi nach 13 Jahren an der Spitze ablöste. In der Periode 2019 bis 2023 sind folgende Personen Teil des Präsidiums:
| Amt                  | Land                | Name                   |
| -------------------- | ------------------- | ---------------------- |
| Präsident            | Katar               | Dahlan Jumaan al-Hamad |
| Senior-Vizepräsident | Thailand            | Surapong Ariyamongkol  |
| Vizepräsident        | Usbekistan          | Andrei Abduwalijew     |
| Vizepräsident        | Kuwait              | Mohammad Jumah         |
| Vizepräsident        | Pakistan            | Muhammad Akram Sahi    |
| Vizepräsidentin      | Volksrepublik China | Wang Nan               |
| Vizepräsident        | Japan               | Hiroshi Yokokawa       |

Präsidenten:
- 1973–1979: Jose Sering ( PHI)
- 1979–1991: Seiko Yasuda ( JPN)
- 1991–2000: Mohamad Hasan ( INA)
- 2000–2013: Suresh Kalmadi ( IND)
- seit 2013: Dahlan Jumaan al-Hamad ( QAT)

## Mitgliedsverbände der AAA
| Land                         | Leichtathletik-Verband                                 |
| ---------------------------- | ------------------------------------------------------ |
| Afghanistan                  | Afghanistan Athletic Federation                        |
| Bahrain                      | Bahrain Athletics Association                          |
| Bangladesch                  | Bangladesh Athletic Federation                         |
| Bhutan                       | Bhutan Amateur Athletic Federation                     |
| Brunei                       | Brunei Amateur Athletic Association                    |
| Volksrepublik China          | Athletic Association of the People’s Republic of China |
| Hongkong                     | Hong Kong Amateur Athletic Association                 |
| Indien                       | Athletics Federation of India                          |
| Indonesien                   | Persatuan Athletik Seluruh Indonesia                   |
| Irak                         | Iraqi Amateur Athletic Federation                      |
| Iran                         | Amateur Athletic Federation of I.R Iran                |
| Japan                        | Japan Association of Athletics Federations             |
| Jemen                        | Yemen Amateur Athletic Federation                      |
| Jordanien                    | Jordan Athletic Federation                             |
| Kambodscha                   | Khmer Amateur Athletics Federation                     |
| Kasachstan                   | Athletic Federation of the Republic of Kazakhstan      |
| Katar                        | Qatar Association of Athletics Federation              |
| Kirgisistan                  | Athletics Federation of Kyrgyz Republic                |
| Kuwait                       | Kuwait Association of Athletic Federation              |
| Laos                         | Lao Amateur Athletic Federation                        |
| Libanon                      | Fédération Libanaise d’Athlétisme                      |
| Macau                        | Associaçao de Atletismo de Macau                       |
| Malaysia                     | Malaysia Amateur Athletic Union                        |
| Malediven                    | Athletics Association of Maldives                      |
| Mongolei                     | Mongolian Athletic Federation                          |
| Myanmar                      | Myanmar Track & Field Federation                       |
| Nepal                        | Nepal Amateur Athletic Association                     |
| Nordkorea                    | Amateur Athletic Association of DPR of Korea           |
| Oman                         | Oman Athletic Association                              |
| Osttimor                     | Federaçao Timor-Leste de Atletismo                     |
| Pakistan                     | Athletics Federation of Pakistan                       |
| Palästina                    | Palestine Athletic Federation                          |
| Philippinen                  | Philippine Amateur Track & Field Association           |
| Saudi-Arabien                | Saudi Arabian Athletics Federation                     |
| Singapur                     | Singapore Athletic Association                         |
| Sri Lanka                    | Athletic Association of Sri Lanka                      |
| Südkorea                     | Korea Athletics Federation                             |
| Syrien                       | Syrian Arab Amateur Athletic Federation                |
| Tadschikistan                | Athletic Federation of Tajikistan                      |
| Thailand                     | Athletic Association of Thailand                       |
| Turkmenistan                 | Amateur Athletic Federation of Turkmenistan            |
| Chinesisch Taipeh            | Chinese Taipei Athletics Association                   |
| Usbekistan                   | The Athletic Federation of Uzbekistan                  |
| Vereinigte Arabische Emirate | United Arab Emirates Athletics Association             |
| Vietnam                      | Vietnam Athletic Federation                            |